# Lamprosema argyropalis
Lamprosema argyropalis là một loài bướm đêm trong họ Crambidae.